# 53 Kalipso
53 Kalipso (mednarodno ime 53 Kalypso, starogrško starogrško Καλυψώ: Kalipsó) je velik in temen asteroid tipa C v glavnem asteroidnem pasu. 

## Odkritje
Asteroid je odkril Karl Theodor Robert Luther (1822 – 1900) 4. aprila 1858. . Ime je dobil po Kalipso, ki je bila morska nimfa iz grške mitologije.

## Lastnosti
Asteroid Kalipso obkroži Sonce v 4,24 letih. Njegova tirnica ima izsrednost 0,204, nagnjena pa je za 5,153° proti ekliptiki. Njegov premer je 115,4 km, okrog svoje osi pa se zavrti v 0,2347 dneh .
Asteroida 53 Kalipso ne smemo zamenjevati z Saturnovo luno Kalipso.